# Noguerana
Noguerana is een kevergeslacht uit de familie van de boktorren (Cerambycidae). De wetenschappelijke naam van het geslacht werd voor het eerst geldig gepubliceerd in 1988 door Chemsak & Linsley.

## Soorten
Noguerana omvat de volgende soorten:
- Noguerana aliciae Chemsak & Linsley, 1988
- Noguerana rodriguezae Noguera, 2005